# Bolsterlang
Bolsterlang – miejscowość i gmina w południowych Niemczech, w kraju związkowym Bawaria, w rejencji Szwabia, w regionie Allgäu, w powiecie Oberallgäu, wchodzi w skład wspólnoty administracyjnej Hörnergruppe. Leży w Allgäu, około 7 km na południe od Sonthofen.

## Demografia
| Rok  | Liczba mieszk. |
| ---- | -------------- |
| 1970 | 861            |
| 1987 | 865            |
| 2000 | 1 020          |
| 2006 | 1 059          |

## Polityka
Wójtem gminy jest Monika Zeller (Freie Wählergemeinschaft), jej poprzednikiem był Hans Buhl. Rada gminy składa się z 12 osób.
|      | Freie Wählergemeinschaft | Razem |
| 2008 | 12                       | 12    |
| 2002 | 12                       | 12    |